# Gregoryella
Gregoryella is een geslacht van rechtvleugeligen uit de familie sabelsprinkhanen (Tettigoniidae). De wetenschappelijke naam van dit geslacht is voor het eerst geldig gepubliceerd in 1925 door Uvarov.

## Soorten
Het geslacht Gregoryella  is monotypisch en omvat slechts de volgende soort:
- Gregoryella dimorpha (Uvarov, 1925)